# 2008年香港鳳姐連環劫殺案
鳳姐殺手，是香港對殺害鳳姐嫌犯的稱謂。2008年3月13日開始，香港新界元朗、大埔和香港島北角先後有四名鳳姐被殺。四宗案件的犯案手法非常相似，被殺者都是新移民性工作者，而案發地點則不定。慘案發生後，香港鳳姐人人自危，為保命紛紛暫停接客。2008年11月至2009年1月，又有四名鳳姐被害。

## 經過
| 受害人         | 藝名 | 地點              | 時間          |
| -------------- | ---- | ----------------- | ------------- |
| 史明蘭（35歲） | coco | 元朗同樂街22號2樓 | 2008年3月13日 |
| 孫秀敏（30歲） | bobo | 大埔懷仁街25號2樓 | 2008年3月15日 |
| 謝巧元（35歲） | 琪琪 | 大埔廣福道80號4樓 | 2008年3月15日 |
| 譚小芬（27歲） | amy  | 北角電氣道96號1樓 | 2008年3月16日 |

## 破案
在第三宗案件中，遇害人均被從後鎖喉窒息致死，其手提電話被殺手搶去。而該手提電機在案發後曾經被人使用，因此能夠憑藉通話紀錄，鎖定真兇為一名巴基斯坦裔青年，他於3月17日晚上在澳門碼頭被拘捕。他承認與首三宗的兇殺案有關，並且自稱犯案除了為了財物，亦因為覺得殺人時產生快感。
與此同時，警察證實第四宗案件的兇手為另有其人，而疑兇只是模仿首三宗案件的手法，試圖嫁禍於始作俑者。3月21日，兇手在柴灣漁灣邨住所被捕。
2016年11月3日，其中一名兇手Razaq Nadeem在石壁監獄自縊身亡，終年31歲，首三名遇害者在天之靈亦沉冤得雪。

## 社會反應
- 香港警務處：非常重視有關命案，並且設立熱線供予香港市民提供資料[4]
- 香港立法會議員劉江華：對修例容許「一樓二鳳」有所保留，認為修例或會破壞現有平衡。[5]
- 青鳥：建議性工作者在單位加設平安鐘，並且建議當局批准「一樓二鳳」，使到性工作者能夠互相照應。[6]
- 紫藤：認為因為《香港法例》不承認性工作者是合法的職業，所以鳳姐們往往孤立無援，飽受歧視，導致她們遇事時不敢報警求助，壯大了罪犯們的膽色。[7]